# William James West
William James West (* 1793; † 24. Mai 1848 in Tonbridge (Grafschaft Kent)) war ein englischer Arzt und Chirurg nach dem das West-Syndrom benannt ist.

## Herkunft und Familie
William James Wests war Sohn von Reverend William West und wurde im Juli 1793 in dem kleinen Örtchen Wadenhoe (Grafschaft Northamptonshire) getauft. Am 14. Juni 1828 heiratete er in St. Giles die am 12. Februar 1809 in Southborough, einem Ort zwischen Tonbridge und Tunbridge Wells, geborene und am 5. Mai desselben Jahres in Marylebone getaufte Mary Halsey Dashwood. Sie war das jüngste von vier Kindern aus der Verbindung von Robert Dashwood, Schreiber der Honorouble East India Company, mit Hannah Halsey, der Haushälterin seines Gutes Southborough Hall.
Das Ehepaar hatte zwischen 1828 und 1840 drei Kinder.
- Julia Mary West war 1828 oder 1829 geboren, wurde Hauslehrerin einer Mädchenschule und vermittelte selbst Erzieherinnen. Da sie unverheiratet blieb, war sie vom Erbe des Vaters ausgeschlossen und starb am 20. November 1886 verarmt und schwerkrank in Jevington. In Ansehung der Leistungen ihres Vaters hatte dessen Schüler und Praxispartner John Gorham Berufskollegen zu ihrer finanziellen Unterstützung aufgerufen.[2] Unter den Spendern vom Guy’s Hospital waren Sir William Withey Gull (1816–1890), Thomas Spencer Wells (1818–1897) und Sir Samuel Osborn Habershon (1825–1889).
- Der Sohn William Robert West war 1834 oder 1835 geboren und heiratete am 4. Juni 1860 in Marylebone Eliza Squires. Mit ihr hatte er die Tochter Julia Eliza Mary West. Nachdem die Familie mehrmals umgezogen war, scheint sie der Vater, der als Kutscher und Schankwirt arbeitete, verlassen zu haben. Bei ihrer Heirat am 21. August 1883 in Canterbury mit dem Captain Thomas George Lumsden gab sich die Tochter als Julia Sackville-West aus und suggerierte damit, ein Spross dieses britischen Aristokratengeschlechts zu sein.
- Jüngstes Kind war der am 13. Februar 1840 geborene James Edwin West, bei dem der Vater die nach ihm benannte Form der kindlichen Epilepsie beobachtet hatte. Er starb am 27. September 1860 im Earlswood Asylum for Feeble Minded im Beisein des Leiters der Anstalt John Langdon Down.

In Erwartung seines baldigen Todes hatte der an Wassersucht leidende Arzt am 7. April 1848 ein Testament aufgesetzt. Darin verfügte er, dass sein gesamter Besitz veräußert und der Erlös in drei gleiche Teile aufgeteilt werden sollte. Je ein Drittel sollten seine Ehefrau und der kranke Sohn James Edwin bekommen. Das verbleibende Drittel sollte auf die beiden anderen Kinder aufgeteilt werden. William Robert sollte seinen Anteil mit 24 Jahren erhalten und Juliy Mary erst nach ihrer Heirat. Sie dürfte also leer ausgegangen sein, da sie ledig blieb. William James West wurde in Tonbridge in dem Grab seines Schwagers († 1819) und seines Schwiegervaters († 1824) beigesetzt und auch sein jüngster Sohn wurde hier 1860 bestattet.
Die Witwe starb am 31. Dezember 1891 in Eastbourne an Influenza und Auszehrung.

## Ausbildung und Beruf
Seine Ausbildung absolvierte West in London bei einem Onkel namens Lomax, der dort als Apotheker und Bader tätig war. Das genügte bis zum Apothecaries Act 1815 vom 1. August 1815 als Einstieg in den Arztberuf. Dennoch wurde West am 3. Februar 1815 Mitglied des Royal College of Surgeons (MRCS) und legte dort am 18. März desselben Jahres seine Chirurgenprüfung bei Sir William Blizard, Henry Cline, Sir James Earle und Sir Everard Home ab. Da West später enge Beziehungen zu dem Londoner Guy’s Hospital pflegte, hatte er es wahrscheinlich schon im Rahmen seiner Ausbildung kennengelernt.
Um das Jahr 1823 ließ sich der Arzt in Tonbridge in der Grafschaft Kent nieder und betrieb in der High Street eine gut gehende Gemeinschaftspraxis aus deren Anfangszeit sich ein altes Rechnungsbuch erhalten hat. Nach mehreren Umzügen existiert sie noch heute als Warders Medical Centre. Er war gut in sein soziales Umfeld integriert und betätigte sich als Manager der Sparkasse von Tonbridge, war Vizepräsident der Bibliotheks-Gesellschaft und gehörte dem Ausschuss der National School an. 1845 wurden er und sein Praxispartner John Gorham wegen einer von Mehltau befallenen Kartoffelernte um Rat gefragt und dieser dann als Flugblatt im ganzen Ort verteilt.

## Wirken
Bekannt geworden ist William James West durch das nach ihm benannte West-Syndrom, eine besondere Form von Epilepsie im Säuglings-/Kleinkindalter. Er beobachtete die Anfälle im Jahre 1841 bei seinem damals etwa vier Monate alten Sohn James Edwin und beschrieb sie auch unter wissenschaftlichen Gesichtspunkten. West suchte unter anderem den Rat von Sir Astley Paston Cooper (1768–1841), Charles Mansfield Clarke (1782–1857), Charles Locock (1799–1875) und Henry Maunsell (1807–1879) ohne jedoch Hilfe zu finden. Clarke prägte seinerzeit den Ausdruck Salaam-Tic für die Krampfanfälle.
Weniger bekannt ist Wests Rolle als Pionier der Ovariotomie. Er verteidigte die Entfernung von Ovarialzysten gegen die damals geltende Lehrmeinung als lebensrettende Maßnahme, da es keine kurative Alternative gab. Bei seiner Operationsmethode orientierte er sich an den bis dahin kaum beachteten Anleitungen William Hunters (1718–1783).

## Bibliographie
- Case of compound fracture of the cranium, Accompanied with Hernia Cerebri, and extensive Sloughing of the Brain. – Recovery. In: The Lancet Band 15 Nr. 386 (22. Januar 1831) S. 571.
- Successful operation for the removal of an ovarian tumour. In: The Lancet Band 29 Nr. 743 (25. November 1837) S. 307-308.
- On a peculiar form of infantile convulsions. In: The Lancet Band 35 Nr. 911 (13. Februar 1841) S. 724-725.